# Editto tralatizio
L'editto tralatizio (in latino edictum tralaticium) era l'editto che ciascun pretore formalmente emanava all'inizio del suo anno di carica e che sarebbe decaduto con la sua carica.

## Storia

### La consuetudine
In origine ciascun pretore emanava il proprio editto. Il pretore non era tuttavia un giurista, era un uomo politico, quindi poco interessato alle sottigliezze giuridiche; accadde ben presto perciò che il subentrante in carica poco si curasse di redigerne uno nuovo e trovasse del tutto ragionevole, e così era nei fatti, di conservare l'editto altrimenti decaduto con il termine della carica del predecessore. Soltanto nei casi in cui ciò si rendesse necessario si provvedeva ad emendarlo o ad aggiungere nuove previsioni. Per pratiche ragioni etico-politiche e per economia stessa della sua opera il pretore faceva in modo di seguire le decisioni dei predecessori.

### Lo sviluppo dell'opera
Lungo i secoli, perdurando una relativa stabilità dello stato delle arti e delle scienze e permanendo una sostanziale rigidità sociale, la necessità di apportare adeguamenti all'editto si presentava con sempre minore frequenza. 
Per abitudine inveterata nei secoli si riprendeva l'editto lasciato dai precedenti pretori, il quale era sostanzialmente sempre ormai accolto senza mutamenti. Della consuetudine dei pretori, per così dire, si accorse l'imperatore Adriano, che, avvalendosi dell'opera del giurista Salvio Giuliano, membro del suo Consilium Principis lo emanò nel 133, consolidandolo definitivamente e facendolo diventare l'editto perpetuo. 
Con l'imprimatur imperiale, tuttavia, se si acquisiva uno strumento di sicuro alto grado di efficienza conferendogli una definitiva certezza, gli si sottraeva il meccanismo che almeno agli inizi era stato determinante per la sua forza innovativa di flessibilità e modernità.  
L'editto cristallizzava in pratica la sua forma. A differenza di quello che nei tempi più antichi i pretori emanavano per definire solennemente la propria politica giudiziaria e che progressivamente si era venuto a stabilizzare in via consuetudinaria, prendendo per tal motivo il nome di edictum tralaticium, cioè "editto trasmesso" in eredità da un pretore ad un altro, l'editto perpetuo di Adriano raccoglieva norme di ogni tipo, riguardanti tutti gli aspetti della vita pubblica, e prese il nuovo nome di edictum perpetuum, cioè "editto immutabile" ed "editto eterno", a sottolinearne il carattere di definitività sia nella forma che nel tempo. Infatti, contrariamente a quanto accadeva in precedenza, quando l'editto perdeva di efficacia al termine della durata in carica dell'autorità emanante, l'editto imperiale di Adriano sarebbe rimasto in vigore continuativamente, obbligando i pretori ad uniformarvisi.